# Hugh Mulzac
Hugh Nathaniel Mulzac (26 mars 1886 - 30 janvier 1971) est un membre afro-caribéen de la marine marchande des États-Unis. Il obtient le brevet de capitaine de navire (Master mariner (en)) en 1918 qui aurait dû lui permettre de commander un navire, mais cela ne se produit que le 29 septembre 1942 en raison de la discrimination raciale.

## Biographie

### Jeunesse et formation
Hugh Nathaniel Mulzac nait le 26 mars 1886 sur l'île de l'Union à Saint-Vincent-et-les-Grenadines(SVG),, d'Ada Roseline Dunawa, pianiste accomplie d'ascendance africaine et de Richard Mulzac, planteur métis et constructeur de baleiniers et de goélettes. Le grand-père paternel de Hugh, Charles Malzac, est un homme blanc et originaire de l'île de Saint Christophe. La famille Mulzac / Malzac descend d'un esclave de galère huguenot français qui avait échappé au naufrage du navire, «Notre Dame de Bonne Espérance» au large de la Martinique en 1687,,,. Hugh Mulzac fréquente la Church of England School de Kingstown dirigée par son grand-père maternel, le révérend James Dunawa, un ancien élève de l'évêque Herbert Bree,. Il a deux frères aînés Jonathon et Edward est des frères plus jeunes Irvin, Lambi et James ainsi que des jeunes sœurs, Lavinia et Una.

### Début de carrière
La vie de Mulzac en mer commence immédiatement après ses études secondaires quand il sert sur des goélettes britanniques. Il est envoyé à la Swansea Bay Sea School (en) située à Swansea dans le Pays de Galles où il obtient son brevet de capitaine de navire. En 1918, Hugh Mulzac émigre aux États-Unis. En moins de deux ans, il obtient son brevet de capitaine validé par l'United States Shipping Board, le premier jamais délivré à un Afro-Américain,. Il rejoint l'Universal Negro Improvement Association (UNIA) de Marcus Garvey et sert comme capitaine sur le SS Yarmouth de la Black Star Line. Cependant, des désaccords avec l'UNIA conduisent à sa démission en 1921.
Pendant les deux décennies suivantes, le seul travail à bord que Mulzac peut obtenir est d'être commissaire de bord (restauration, bar, entretien des cabines, etc.) sur plusieurs lignes de navigation,.

### Seconde Guerre mondiale
En 1942, Mulzac se voit offrir le commandement du SS Booker T. Washington (en), le premier navire Liberty à porter le nom d'un Afro-Américain. Il refuse d'abord, l'équipage devant être entièrement composé de personnels afro-américain. Il insiste pour que l'équipage soit mixte, déclarant: «Je ne commanderai en aucun cas un Jim Crow », et les autorités cèdent.Il devient célèbre pour être le tout premier capitaine afro-américain, le premier homme noir à obtenir un brevet de capitaine de navire et le premier homme noir à commander un navire entièrement mixte. Sous son commandement, plus de 18 000 soldats sont transportés à travers le monde, ainsi que «des fournitures de guerre vitales telles que des chars, des avions et des munitions vers le front européen»,.
Le capitaine Hugh Mulzac joue un rôle au sein de la National Maritime Union (en). L'Union inclut une clause stipulant qu'il ne devrait y avoir aucune discrimination fondée sur la couleur, la race, les croyances politiques, la religion ou l'origine nationale.

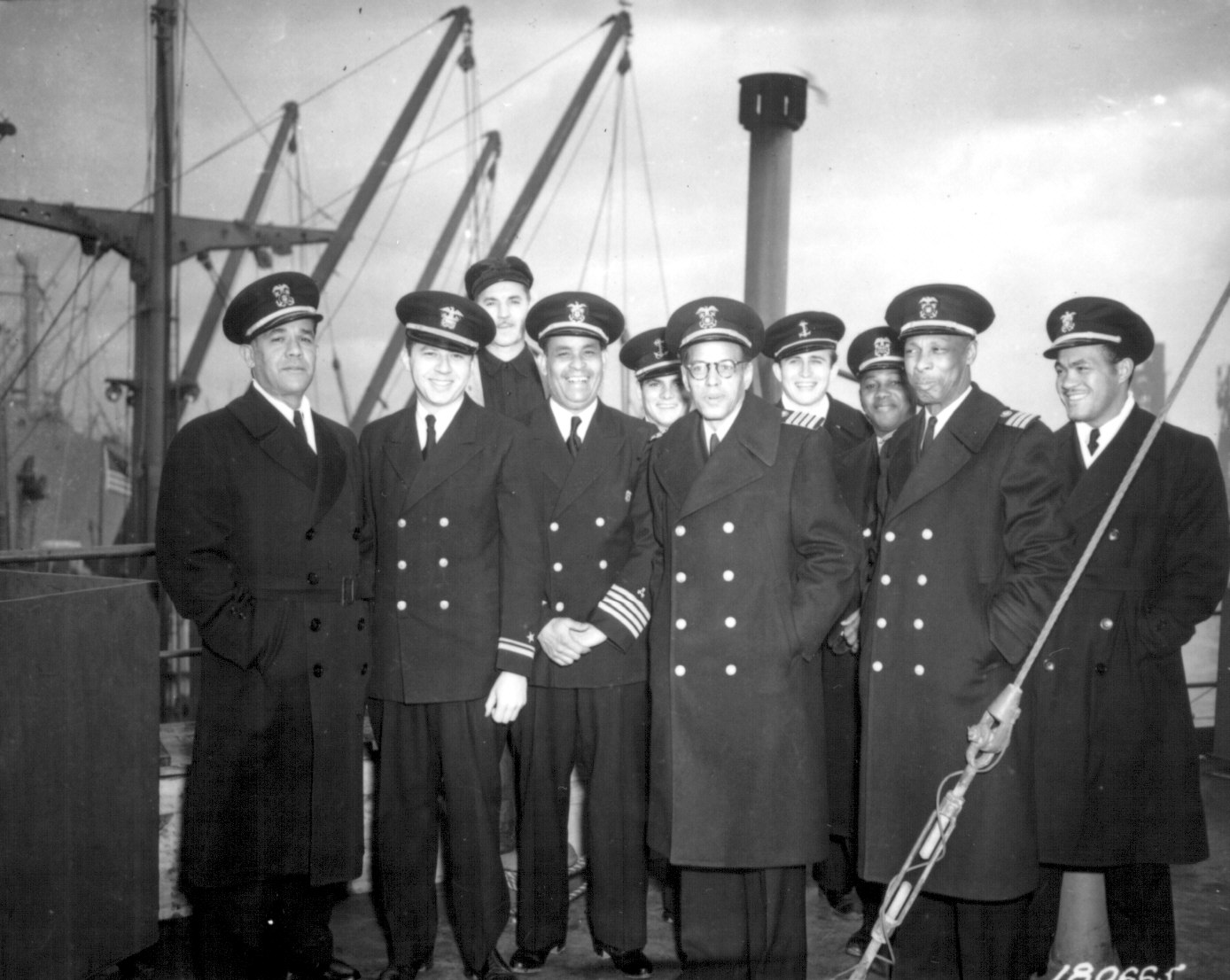
Le capitaine Mulzac et son équipage en Angleterre après le voyage inaugural du SS Booker T. Washington.

### Après la guerre
Après la guerre, il ne retrouve pas de poste de capitaine. En 1948, il intente une action en justice contre les opérateurs du navire, sans succès. En 1950, il se présente à l'élection du président de l'arrondissement du Queens sous l'étiquette de l'American Labor Party. Il perd les élections, après avoir obtenu 15 000 voix.
En raison de ses liens étroits avec le mouvement ouvrier, il se retrouve sur la liste noire à l'ère du maccarthysme. Aux élections de l'État de New York, en 1958, il se présente sous l'étiquette du parti Indépendant-socialiste au mandat de Contrôleur financier des comptes de l'État de New York .
Mulzac est un peintre autodidacte et, en 1958, trente-deux de ses peintures à l'huile sont exposées à la Countee Cullen Library à Manhattan. En 1960, un juge fédéral rétablit ses papiers et son permis de marin et, à 74 ans, il trouve du travail comme officier de nuit,.

### Vie personelle
Il y a deux filles nées à Union Island, Elaine Mulzac, qu'il a nommée et qui était son tout premier enfant, ainsi que Mabel Selby avant de partir Union Island. Il eut le cœur brisé de les abandonner lorsqu'il partit en mer... Le 29 septembre 1920, Hugh Mulzac épousa Miriam Aris, originaire de la Jamaïque ; ils auraient quatre enfants ; Joyce, Una, Claire et Hugh Jr. Leur fille, Una Mulzac, était la fondatrice d'une importante librairie politique et axée sur le pouvoir noir basée à Harlem, Liberation Bookstore. Le neveu de Hugh, John Ira Mulzac Sr., était pilote dans les aviateurs de Tuskegee.
Le capitaine Mulzac décède au Meadowbrook Hospital à East Meadow (New York) le 30 janvier 1971 à l'âge de 84 ans,.
Hugh Mulzac est inhumé au cimetière de Plain Lawn à Hicksville.

### Autobiographie
- (en-US) Hugh Mulzac, A Star to Steer by, International Publishers, 28 janvier 1972, 268 p. (ISBN 9780717803521, lire en ligne),

## Dans la culture populaire
- Il est mentionné dans l'épisode Une brève histoire de poulet de la série télévisée La Vie de palace de Zack et Cody sur Disney Channel .